# Nikolaj Nikolaevič Murav'ëv (1768-1840)
Il conte Nikolaj Nikolaevič Murav'ëv, in russo Николай Николаевич Муравьёв? (Riga, 15 settembre 1768 – Mosca, 21 agosto 1840), è stato un generale e nobile russo.

## Biografia
Figlio del generale e senatore Nikolaj Erofeevič Murav'ëv (1724-1770), Nikolaj nacque a Riga (odierna Lettonia) e studiò presso l'Università di Strasburgo e dal 1774 iniziò il proprio servizio nell'esercito russo. Nel 1776 venne promosso sergente e dal 27 marzo 1778 venne incluso nel reggimento Preobrazhensky e venne poi incluso nella marina militare come guardiamarina.
Nel 1788, con il grado di tenente di vascello, prese parte alla battaglia contro gli svedesi a Hogland, e nel 1790, al comando della galea "Eagle", prese parte alla battaglia a Rochensalm, mostrando un coraggio e una determinazione sorprendenti. Fu vicino all'ammiraglio Litta poco prima dello scontro, quando Murav'ëv gli chiese dove dovesse porsi nello scontro, al che il graduato italiano gli rispose in francese: "Un homme d'honneur saura trouver sa place" ("Un uomo d'onore sa sempre trovare il proprio posto"). A quel punto Murav'ëv si portò a vele spiegate verso la linea nemica, proprio tra le navi degli svedesi, ed aprì il fuoco su ambo i lati dell'imbarcazione: la sua galea venne crivellata dal fuoco nemico e lo stesso Murav'ëv venne ferito da un frammento di granata, venendo fatto prigioniero. Alla conclusione della pace di Verel, tornò a San Pietroburgo e venne nominato aiutante di campo del principe Karl Heinrich di Nassau-Siegen e dell'ammiraglio Dmitrij Nikolaevič Senjavin.
Ottenne quindi il comando dello yacht "Ekaterina" e poi della fregata "St. Pavel". All'inizio del regno di Paolo I nel 1796, venne trasferito nell'esercito per un anno col grado di tenente colonnello del reggimento di ussari del maggiore generale Dunin, ritirandosi quindi dal servizio attivo e stabilendosi a Mosca presso il suo anziano patrigno, il principe Aleksandr Vasilievič Urusov, che lo istruì alla conduzione degli affari di famiglia.
Nel 1807 Murav'ëv venne nominato aiutante di campo del generale N. S. Mordvinov e a quel tempo elaborò un regolamento semplificato per l'arma di fanteria, documento che, pur in forma di bozza, venne distribuito ed applicato poi a tutto l'esercito russo. Dopo la firma della pace di Tilsit, decise di ritirarsi nuovamente.
Alla fine del 1810, suo figlio Mikhail, allora studente, fondò la "Società dei matematici di Mosca", il cui scopo era diffondere la conoscenza matematica in Russia e pubblicare traduzioni dalle lingue straniere delle migliori opere del settore. Eletto presidente della società appena emersa, Nikolaj prese parte attiva anche in questo campo.
Nel 1812 riprese nuovamente il proprio servizio militare e venne promosso colonnello dello stato maggiore della milizia del 3º distretto. Nel 1813 partecipò alle battaglie di Dresda, Magdeburgo, Amburgo e a numerosi altri piccoli scontri, venendo premiato con la spada d'onore d'oro e il grado di maggiore generale.

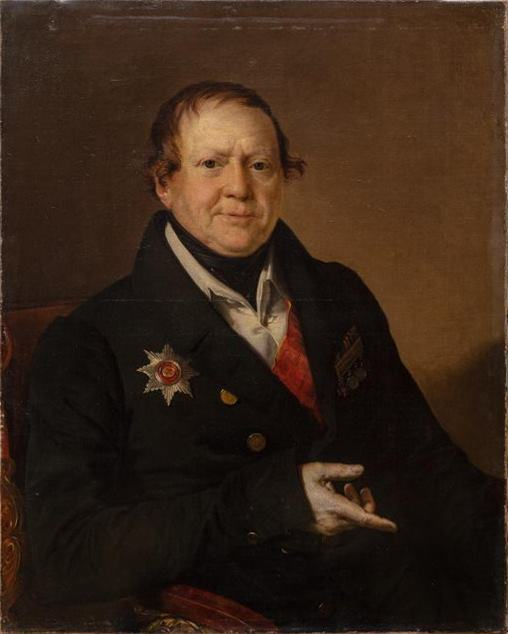
Nikolaj Nikolaevič Murav'ëv in un ritratto della maturità

Alla fine della guerra, nel 1815, lasciò il servizio e si dedicò all'insegnamento delle scienze militari. Nel villaggio di Dolgolyadye, feudo ereditato dal principe Urusov nel distretto di Volokolamsk, nel 1816 fondò l' "Istituto educativo di Mosca per ufficiali" e per quasi 8 anni lo sostenne a proprie spese, fino a quando il principe Pëtr Michajlovič Volkonskij non chiese allo zar il permesso di formare i suoi allievi direttamente presso il quartier generale del quartiermastro. Pubblicò in questi anni diversi testi militari tra cui il Corso di fortificazione (1816). Nel 1817 ottenne l'ordine di Sant'Anna di I classe.
Frustrato dalla salute malferma e dalle alterne fortune della sua famiglia, il 15 febbraio 1823 si ritirò definitivamente dall'esercito e si ritirò a Mosca. Qui divenne uno dei soci fondatori della Società di agricoltura di Mosca e della Scuola di agricoltura, avviando una fattoria modello presso il villaggio di Butyrki, nei pressi di Mosca. Nel 1830 diede alle stampe la sua "Istruzione sulla messa in ordine della gestione dei cortili"; con note dello stesso Murav'ëv e di E. Krud, furono pubblicati i Fondamenti dell'agricoltura razionale di A. Thayer, tradotti in russo da S. Maslov (1830-1835). In queste opere, analizzando la questione della redditività comparata del lavoro dei servi della gleba con quello dei lavoratori liberi, sostenne che "l'opera dei lavoratori assunti in Russia sarà l'impresa più ingiustificata e rovinosa, perché fino a quando il prezzo del grano non aumenterà, il prezzo di lavoratori assunti non diminuirà e il loro numero non aumenterà" e concludendo quindi che "in Russia non c'è altro mezzo per fare il lavoro nei campi che con l'uso dei contadini stanziali".
Morì a Mosca nel 1840 di idropisia.

## Matrimonio e figli

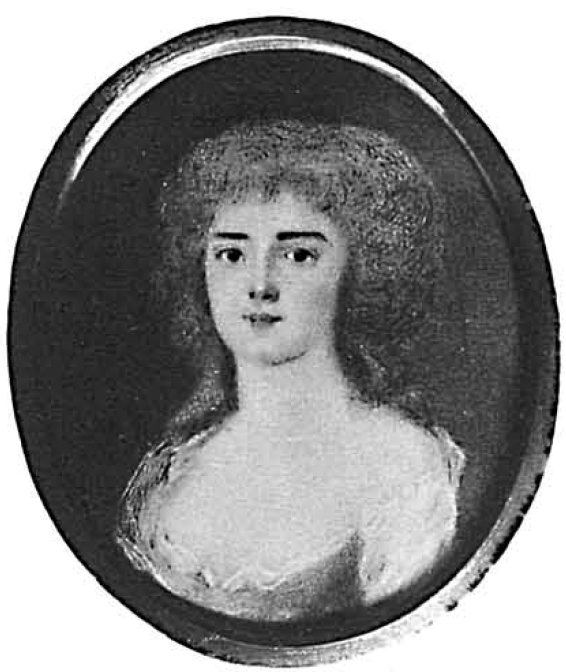
Aleksandra Mikhailovna Mordvinovoj in una miniatura d'epoca

Il 22 maggio 1791 Nikolaj sposò Aleksandra Mikhailovna Mordvinovoj (10 giugno 1770 - 2 maggio 1809), figlia di M. I. Mordvinova e di sua moglie, Ekaterina Aleksandrovna Sablukov. La coppia ebbe insieme i seguenti figli:
- Aleksandr (1792-1863) - generale, decabrista e massone
- Nikolaj (1794-1866) - militare e statista
- Mikhail (1796-1866) - statista
- Andreij (1806-1874) - scrittore
- Sergej (1809-1874)
- Sofija (1804-1826)